# Волгодонськ
Волгодо́нськ (рос. Волгодо́нск) — місто в Росії, адміністративна одиниця Ростовської області. Населення — 163.9 тис. осіб (2024), площа — 238 км².
Волгодонськ розташований на березі Цимлянського водосховища між Ростовом-на-Дону і Волгоградом.
Клімат континентальний, з помірно холодною, малосніжною зимою і дуже теплим і сонячним літом.

## Історія
Заснований 27 липня 1950 року як селище Волгодонськ з селищ будівельників і експлуатаційників Волго-Донського судноплавного каналу ім. Леніна поблизу станиці Романовська і хутора Сольоний. 1956 року Волгодонськ отримав офіційний статус міста.
У вересні 1999 року Росією прокотилася серія вибухів житлових будинків, як заявлялося, організованих терористами. Волгодонськ був одним з міст, де відбулися такі вибухи. 16 вересня о 05.57 за місцевим часом був підірваний житловий будинок за адресою: Октябрьске шосе, 35. 19 осіб загинуло, ще кількасот зазнали поранень.

## Економіка
Волгодонськ — місто з багатопрофільним промисловим потенціалом, у якому розташовані: завод енергетичного машинобудування «Атоммаш», комбінат дерев'яних плит, дослідно-експериментальний завод дорожнього машинобудування, хімічний завод, завод радіотехнічної апаратури.
За 17 км від міста розташовується Ростовська АЕС. У місті створена могутня будівельна індустрія, організації Волгодонська виконують будь-які загальнобудівельні і спеціальні роботи. На базі будівельного комплексу отримало розвиток виробництво будівельних матеріалів. Тут виготовляють залізобетонні і будівельні конструкції, фундаментні і стінні блоки, повні набори елементів для монтажу житлових будинків різної поверховості.

## Культура, соціальна сфера
У місті є театр, музичні, художня, театральна школи мистецтв і духовного розвитку, краєзнавчий музей, художній салон, палаци культури, кінотеатри і бібліотеки.
32 загальноосвітніх школи міста, серед яких гімназії, ліцеї, коледжі, надають школярам можливість вибору навчального закладу. Наявність в місті вищих навчальних закладів і їх філій, технікумів, професійно-технічних училищ дозволяє готувати для міста необхідну кількість фахівців.